# Annette Johnson
Annette Hersey Johnson, później Acton-Adams (ur. 27 czerwca 1928, zm. 29 września 2017 w Christchurch) – nowozelandzka narciarka alpejska, olimpijka.
Na zimowych igrzyskach olimpijskich w Oslo zajęła 39. miejsce w slalomie gigancie, slalomu natomiast nie ukończyła.
Ciotka Fiony Johnson, również alpejki olimpijki.